# Coupe de la Ligue d'Irlande du Nord de football 2019-2020
Navigation
Édition précédente Édition suivante
La 34e coupe de la Ligue d'Irlande du Nord de football, connue aussi de par son contrat de sponsoring sous le nom de BetMcLean League Cup se dispute entre le 10 août 2018 et le mois de février 2019. Le Linfield Football Club remet en jeu leur titre acquis en 2019. 
La compétition oppose les 35 clubs qui disputent les trois premiers niveaux du championnat d'Irlande du Nord de football : NIFL Premiership, NIFL Championship 1 et NIFL Premier Intermediate League.

## Organisation
La compétition se dispute sur le principe de l'élimination directe jusqu'à la finale. Elle oppose les trente cinq clubs disputant les trois niveaux les plus élevés du championnat d'Irlande du Nord de football, Premiership, Championship 1 et Premier Intermediate League. Les seize clubs les mieux classés au terme de la saison 2018-2019 sont qualifiés directement pour le deuxième tour en y sont tête de série. Ces seize clubs sont les douze participant au Premiership et les clubs ayant terminé dans les quatre premiers du Championship 1. Un tirage au sort est effectué parmi les vingt autres clubs pour déterminer les participants au premier tour.
| Tour             | Matchs         | Clubs   |
| ---------------- | -------------- | ------- |
| Premier tour     | 10 août 2019   | 35 → 31 |
| Deuxième tour    | 27 août 2019   | 31 → 16 |
| Troisième tour   | 8 octobre 2019 | 16 → 8  |
| Quarts de finale | novembre 2019  | 8 → 4   |
| Demi-Finales     | décembre 2019  | 4 → 2   |
| Finale           | février 2020   | 2 → 1   |

## Premier tour
Le tirage au sort désigne les équipes qui disputent ce premier tour. Les matchs se déroulent le samedi 10 août 2019 sur le terrain du premier nommé.
| Club recevant       | Score | Club visiteur           | Lieu de la rencontre | Date    |
| ------------------- | ----- | ----------------------- | -------------------- | ------- |
| Armagh City         | 0-6   | Harland & Wolff Welders |                      | 10 août |
| Ballyclare Comrades | 7-1   | Knockbreda FC           |                      | 10 août |
| Loughgall FC        | 2-1   | Banbridge Town          |                      | 10 août |
| PSNI                | 3-1   | Queens University       |                      | 10 août |

## Deuxième tour
Les matchs se déroulent le mardi 27 août 2019 sur le terrain du premier nommé.
| Club recevant         | Score     | Club visiteur       | Lieu de la rencontre | Date         |
| --------------------- | --------- | ------------------- | -------------------- | ------------ |
| Ballymena United      | 3-0       | Newington FC        |                      | 27 août      |
| Bangor FC             | 5-3 a. p. | Carrick Rangers     |                      | 27 août      |
| Coleraine FC          | 4-0       | Annagh United       |                      | 27 août      |
| Dundela FC            | 6-0       | Tobermore United    |                      | 27 août      |
| Dungannon Swifts      | 2-0       | Dergview FC         |                      | 27 août      |
| Glenavon FC           | 4-1       | Portstewart FC      |                      | 27 août      |
| Glentoran FC          | 5-1       | Ballyclare Comrades |                      | 27 août      |
| Larne FC              | 3-0       | Lisburn Distillery  |                      | 27 août      |
| Crusaders FC          | 4-1       | PSNI                |                      | 27 août      |
| Limavady United       | 4-2       | Ards FC             |                      | 27 août      |
| Loughgall FC          | 0-1       | Newry City FC       |                      | 27 août      |
| Moyola Park FC        | 1-3       | Cliftonville FC     |                      | 27 août      |
| Portadown FC          | 1-2       | Dollingstown FC     |                      | 27 août      |
| Warrenpoint Town      | 2-4       | HW Welders FC       |                      | 27 août      |
| Institute FC          | 3-2       | PSNI                |                      | 28 août      |
| Ballinamallard United | 4-5 a. p. | Linfield FC         |                      | 12 septembre |

## Troisième tour
Les matchs se déroulent le mardi 8 octobre 2019 sur le terrain du premier nommé.
| Club recevant    | Score | Club visiteur   | Lieu de la rencontre | Date       |
| ---------------- | ----- | --------------- | -------------------- | ---------- |
| Ballymena United | 6-0   | Dollingstown FC |                      | 8 octobre  |
| Cliftonville FC  | 3-2   | Bangor FC       |                      | 8 octobre  |
| Coleraine FC     | 2-1   | Glentoran FC    |                      | 8 octobre  |
| Dungannon Swifts | 0-4   | Linfield FC     |                      | 8 octobre  |
| Glenavon FC      | 2-3   | Newry City FC'  |                      | 23 octobre |
| Institute FC     | 3-0   | HW Welders FC   |                      | 8 octobre  |
| Larne FC         | 1-3   | Dundela FC      |                      | 8 octobre  |
| Limavady United  | 1-4   | Crusaders FC    |                      | 8 octobre  |

## Quarts de finale
| Quarts de finale 1 | Ballymena United | 1-2 | Crusaders FC |  |  |
| 29 octobre 2019    |                  | (–) |              |  |  |

| Quarts de finale 2 | Dundela FC | 1-5 | Coleraine FC |  |  |
| 29 octobre 2019    |            | (–) |              |  |  |

| Quarts de finale 3 | Newry City FC | 0-1 | Institute FC |  |  |
| 29 octobre 2019    |               | (–) |              |  |  |

| Quarts de finale 4 | Linfield FC | 1-0 | Cliftonville FC |  |  |
| 29 octobre 2019    |             | (–) |                 |  |  |

## Demi-finales
| Demi-finale 1   | Crusaders FC | 2-0 | 'Institute FC |  |  |
| 3 décembre 2019 |              | (–) |               |  |  |

| Demi-finale 2   | Linfield FC | 0-3 | Coleraine FC |  |  |
| 3 décembre 2019 |             | (–) |              |  |  |

## Finale
| Finale                | Coleraine FC                             | 2-1   | Crusaders FC        | Windsor Park                                                                |                                                                             |
| 15 février 2020 19:30 | Stephen Lowry 37e · James McLaughlin 52e | (1-1) | Jamie McGonigle 10e | Arbitrage : Ian McNabb Arbitres assistants : Stephen Donaldson Adam Jeffrey | Arbitrage : Ian McNabb Arbitres assistants : Stephen Donaldson Adam Jeffrey |

## Source
- Site officiel de la compétition sur le site de la Ligue nord-irlandaise